# Уральські пельмені
«Уральські пельмені» — російське творче об'єднання з Єкатеринбурга, що працює в комедійному жанрі. Організовано 1993 року як команда КВН. Одна з найпопулярніших команд КВН, чемпіони Вищої ліги КВН 2000 року. З 2009 року ведуть власне однойменне гумористичне шоу на російському телеканалі СТС, а також інші гумористичні проекти. Акторський кістяк колективу склався в 1990-х роках під час перебування колективу командою КВН, згодом були запрошені інші актори. Є групи сценаристів, які працюють над різними проектами «Уральських пельменів». Капітан команди — Андрій Рожков.

## Історія

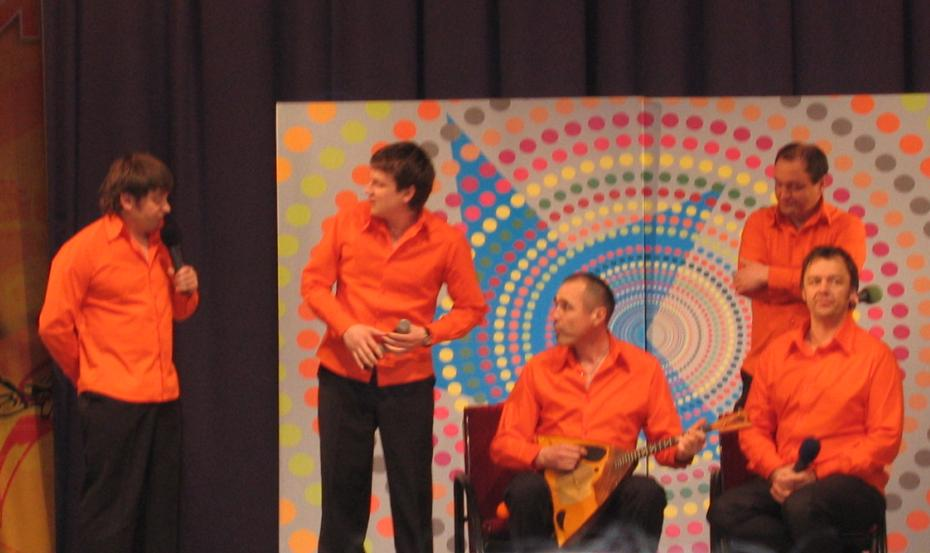
«Уральські пельмені» на концерті в Красноярську

Дмитро Соколов в 1993 році виступив ініціатором створення команди КВК. Всі перші учасники утвореної команди є членами різноманітних студентських будівельних загонів Уральського політехнічного інституту. Команда отримала свою назву на честь однойменного ресторану в Свердловську. У тому ж 1993 році «Уральські пельмені» виграють свою першу гру з командою юридичного інституту. У 1995 році, перемігши у фіналі команду КВК Уральського державного університету, «Пельмені» стають чемпіонами Єкатеринбурга.
У 1995 році «Уральські пельмені» потрапили на фестиваль КВК в Сочі. Після цього виступу вони отримали запрошення на гала-концерт і участь в іграх КВК вищої ліги. З 1995 по 2000 роки «Уральські пельмені» грають п'ять сезонів в Вищій лізі КВК (1995, 1996, 1997, 1998, 2000). У дебютному 1995-му вилітають з 1/8, в 1996-му програють вже в 1/4. У 1997-му знову зазнають поразки в 1/8, зате вже в 1998-му році програють в півфіналі майбутнім чемпіонам — команді «Діти лейтенанта Шмідта». Тріумфальний для команди рік — 2000-й: вони стали чемпіонами Вищої ліги, закріпивши за собою неофіційне звання «останнього чемпіона XX століття». У 2002 році «Пельмені» завойовують Літній кубок КВК (всього в іграх Кубка беруть участь тричі, в 2001, 2002 і 2003 роках). Крім того, команда ставала володарями нагород «Великий КіВіН в золотому» (2002), «Великий КіВіН в світлому» (1999, 2004), «Великий КіВіН в темному» (2005, 2006) на фестивалі команд КВК «Голосящий КіВіН».

## Громадська позиція
З 2014 року неодноразово вставляли в свої номери фразу «Крым наш!».
Ігор Істомін, учасник команди і один з її організаторів, брав участь у російсько-українській війні на боці РФ, навесні 2022 року загинув під час повномасштабного вторгнення РФ до України.

## Хронологія
- 1993 — заснування команди «Уральські пельмені».
- 1995 — дебют в Вищій лізі КВН.
- 1999 — другий призер музичного фестивалю «Голосящий КіВіН» в Юрмалі («Великий КіВіН в світлому»).
- 2000 — чемпіон Вищої ліги КВН.
- 2002 — переможець музичного фестивалю «голосячи КіВіН» в Юрмалі («Великий КіВіН в золотому»).
- 2002 — переможець «Кубка супер-чемпіонів КВН» в грі з командою БГУ в Ханти-Мансійську.
- 2004 — срібний призер музичного фестивалю «голосячи КіВіН» в Юрмалі («Великий КіВіН в світлому»).
- 2005 — бронзовий призер музичного фестивалю «голосячи КіВіН» в Юрмалі («Великий КіВіН в темному»).
- 2005 — переможець Зимового Кубка Вищої Української Ліги
- 2006 — бронзовий призер музичного фестивалю «голосячи КіВіН» в Юрмалі («Великий КіВіН в темному»).
- 2007, 2009 — програма «Шоу Ньюs» на ТНТ.
- 2009 — 16-річний «ювілей» команди під назвою «Уральські пельмені. 16 років. Ювілей» (РЕН ТВ).
- 2009 — даний час — гумористичні вистави «Шоу „Уральських пельменів“» на каналі СТС.
- 2011—2013 — скетчкому «Нереальна історія» і «Валера TV» на СТС.
- 2012 — шоу талантів «МясорУПка» на каналі СТС.
- 2013 — 20-й «ювілей» команди під назвою «20 років в тісті» (8 листопада 2013 р — концерт в Москві).
- 2013 — команда отримала престижну міжнародну теленагорода «ТЕФІ-Співдружність».
- 2014 року — фіналіст національної телевізійної премії за вищі досягнення в області телевізійного мистецтва — ТЕФІ 2014.
- 2017 — кінокомедія «Щасливий випадок».
- 2017 — концертне шоу «Веселий вечір» на каналі «Росія-1»[5].

### Історія після КВК
Команда продовжила діяльність і після закінчення ігор в КВН. Члени команди є учасниками російських телепроектів «Поза рідними квадратними метрами», «Підйом», «Велика терка», «Поза грою», «Все по-нашому!», «Велика різниця», «Наша Russia», «Прожекторперісхілтон», «Південне Бутово», «Нереальна історія», «Валера TV», «Comedy Club», «Моржовка», «Реальні пацани», «Ти смішний» тощо. Команда займається творчою діяльністю, авторською роботою, режисурою, рекламою, виробництвом теле- і радіопередач, організацією свят, концертів, фестивалів, гастролює по країні. Виступають під маркою Творчого об'єднання «Уральські пельмені».
У 2007 року команда взяла участь в розробці першого власного проекту «Шоу Ньюs» для ТНТ — пародії на новинні програми. Однак у 2009 році випуски 2 сезону пройшли з рейтингами нижче очікуваного. Тим самим, подальші передачі виходили в нічному ефірі каналу в різний час. Крім того, у керівництва ТНТ були претензії до Сергію Нетіевскій в ролі ведучого шоу: за їхніми словами, «він не давав жодної потрібної емоції, він нецікавий». Після фінансової кризи виробництво шоу було припинено.
Після закінчення зйомок «Шоу Ньюs» Сергій Нетіевскій зробив запис концерту в Єкатеринбурзі і став звертатися до різних виробникам гумористичних програм (до Олександру Цекало, продюсерам каналів ТНТ і СТС) з пропозицією створювати телеверсії концертів «Уральських пельменів», проте всюди йому відповідали, що «шоу — неформат». У підсумку, через кілька днів після того, як 27 червня 2009 року на телеканалі «РЕН ТВ» вийшов знятий виключно за гроші Нетіевскій «ювілейний» концерт до 16-річчя команди під назвою «Тому що гладіолус!» (З епізодичною участю Сергія Светлакова) , який мав високі показники телеперегляду (рейтинг 1,9 % і частку 9,2 %), команда отримала пропозицію робити своє шоу на СТС. Так, 18 жовтня 2009 року вийшов перший випуск «Шоу „Уральські пельмені“» під назвою «Гори воно все … конем!». У 2012 році концерт «Тому що гладіолус!» Був викуплений СТС і вийшов в 2 частинах під назвою «Ювілейний концерт. Нам 16 років».
У 2011 році створено ТОВ «Творче об'єднання „Уральські пельмені“». Засновником юридичної особи є десять учасників шоу — Дмитро Брекоткін, Сергій Єршов, Сергій Ісаєв, Сергій Нетієвський, Олександр Попов, Андрій Рожков, Дмитро Соколов і Максим Яриця. Кожному належить по 10 % частки підприємства.
На даний момент посада директора колективу оскаржується. До жовтня 2015 року цю посаду обіймав Сергій Нетієвський, після чого рішенням зборів колективу директором був призначений Сергій Ісаєв. 29 червня 2016 року це рішення було визнане судом недійсним, однак учасники шоу не згодні з постановою суду. З грудня 2016 року посаду директора почав обіймати Андрій Рожков, а з лютого 2018 року — Наталія Ткачова. Однак посада директора колективу як і раніше оскаржується з боку Нетієвського.

## Склад команди

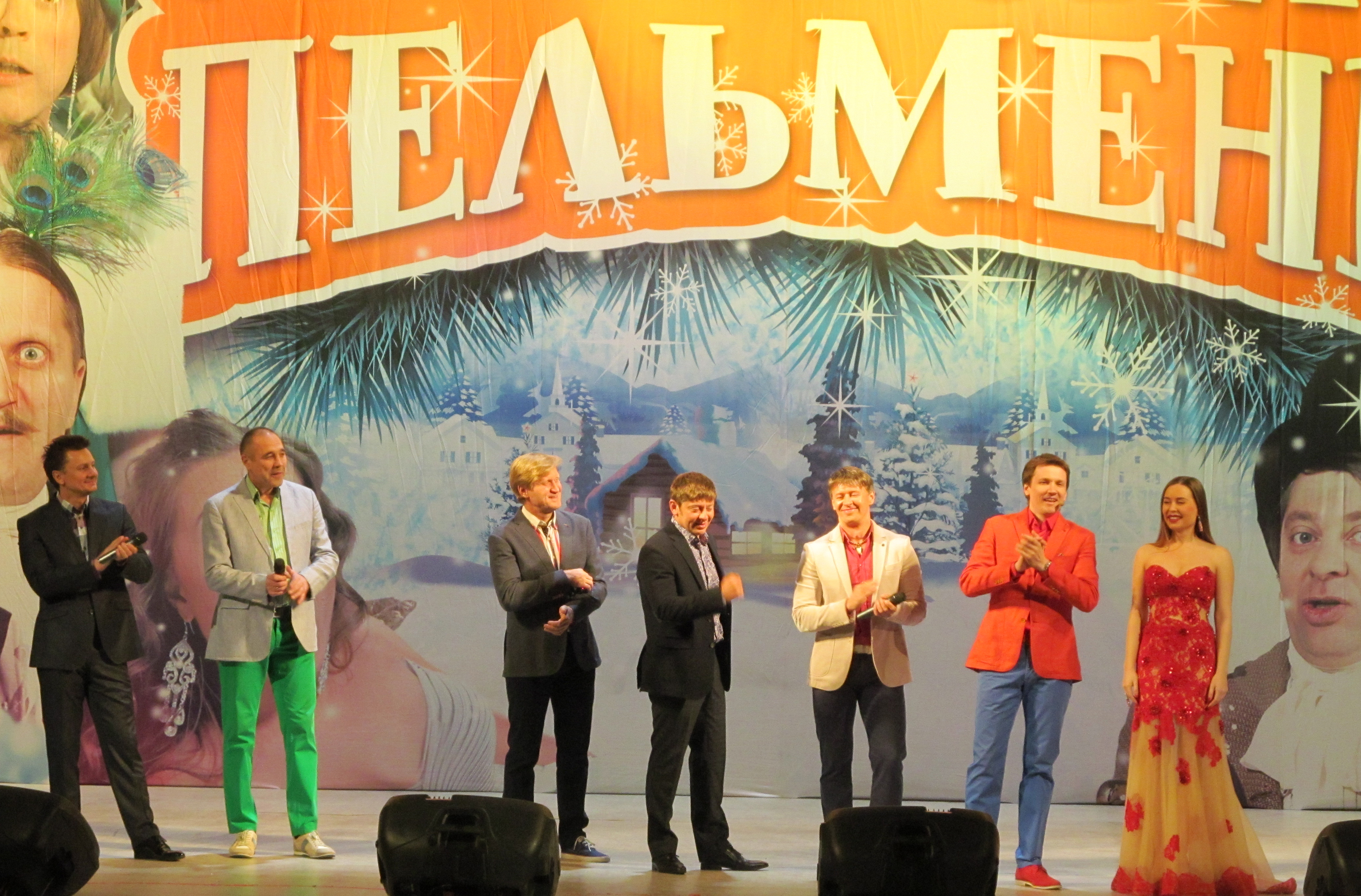
Концерт у пермьскому ДК ім. Солдатова 15.01.2015

- Андрій Рожков[17] — капітан, художній керівник, актор, автор, директор команди (з грудня 2016 по лютий 2018 року[15]).
- Дмитро Соколов — засновник команди, актор, автор. Раніше був у складі команди «Сусіди» УПІ-ТМИ.
- Дмитро Брекоткін — актор, автор.
- В'ячеслав Мясников[17] — актор, автор. В команді з 2000 року, прийшов з команди КВН «Хлопці з лісоповалу» (УГЛТУ).
- Сергій Ісаєв — віце-капітан, актор, автор, директор команди (з жовтня 2015 по грудень 2016 року)[18]. В команді з дня заснування. Раніше був у складі команди «Сусіди» УПІ-ТМИ.
- Максим Яріца — актор, автор. В команді з 1994 року.
- Олександр Попов — креативний продюсер, актор, автор. В команді з 1997 року[19].
- Сергій Єршов — керівник авторської групи, актор. В команді з дня заснування.
- Сергій Калугін — звукооператор, музикант, актор.
- Ілана Юр'єва (Ісакжанова) — актриса, бере участь в шоу з 2012 року.
- Ксенія Корнєва — актриса, бере участь в шоу з 2015 року. Колишня учасниця команди КВН " Раїси ", м Іркутськ.
- Артем Пушкін — з 1998 року співавтор і учасник кількох концертів, грав з командою сезон вищої ліги КВН 2000 року, з 2016 року бере участь в шоу на постійній основі. Також відомий по участі в програмах «Убойная лига», «Забійний вечір», «Убойной ночи».
- Данила Пятков — автор, з 2016 року епізодично з'являється в шоу.
- Роман Постовалов — автор, з 2016 року бере участь в шоу на постійній основі.

### Колишні учасники
- Сергій Свєтлаков — актор, автор, виступав з командою в КВН з 2000 по 2009 роки, прийшов з команди «Парк поточного періоду» (УрГУПС).
- Сергій Нетіевскій — продюсер команди, актор, автор. В команді з 1995 року. У 2015 покинув шоу і почав займатися новими проектами.
- Ігор Істомін — сценарист, актор (1995—2000)
- Ольга Захарова — виступала з командою в КВН (сезон 1997—1999 рік, фінал 2000) знімалася разом з деякими іншими учасниками команди в серіалі «Поза рідних квадратних метрів».
- Олена Тіглева — виступала з командою в КВН (сезон 1993 — середина 2000), в шоу «Ура, Стипенсия» (2010).
- Микола Рибаков — виступав з командою в КВН з 1999 року.
- Стефанія-Мар'яна Гурська — актриса, брала участь в шоу з 2013 по 2015 роки.
- Катерина Кудрявцева — брала участь в програмі «Шоу Ньюs» і в концертах «В гостях у качалки», «По вуха в ЄДІ».
- Марія Макарова — брала участь в «Борода зім'ята» і «Із грязі в стрази».
- Ірина Ішімніна — брала участь в шоу «Падав торішній сміх».
- Юлія Міхалкова-Матюхіна[17] — актриса, офіційно в команді з 2009 року по 2019 рік, але брала участь в концертах і раніше[20].

## Шоу
З 2009 року команда веде гумористичне шоу на російському телеканалі СТС. 2013 року команда отримала премію «ТЕФІ-Співдружність». Російський Forbes включив акторів до рейтингу «50 головних російських знаменитостей — 2013».
У 2018 році шоу «Уральських пельменів» отримало премію ТЕФІ в номінації «Гумористична програма / шоу».

### Сезони
| Сезон | Сезон     | Випусків       | Дата початку    | Дата закінчення   |
| ----- | --------- | -------------- | --------------- | ----------------- |
|       | 1 (2009)  | 2              | 18 жовтня 2009  | 22 листопада 2009 |
|       | 2 (2010)  | 9              | 3 січня 2010    | 30 жовтня 2010    |
|       | 3 (2011)  | 12             | 5 січня 2011    | 31 грудня 2011    |
|       | 4 (2012)  | 13             | 19 лютого 2012  | 31 грудня 2012    |
|       | 5 (2013)  | 18             | 23 лютого 2013  | 31 грудня 2013    |
|       | 6 (2014)  | 14             | 7 березня 2014  | 31 грудня 2014    |
|       | 7 (2015)  | 10             | 27 лютого 2015  | 31 грудня 2015    |
|       | 8 (2016)  | 12             | 20 лютого 2016  | 31 грудня 2016    |
|       | 9 (2017)  | 10             | 1 травня 2017   | 31 грудня 2017    |
|       | 10 (2018) | 9              | 11 травня 2018  | 31 грудня 2018    |
|       | 11 (2019) | 23             | 11 січня 2019   | 31 грудня 2019    |
|       | 12 (2020) | 9              | 18 вересня 2020 | 31 грудня 2020    |
|       | 13 (2021) | 17             | 1 січня 2021    | 31 грудня 2021    |
|       | 14 (2022) | 4 (у розробці) | 1 січня 2022    | ТВА               |

### Серії

#### 2009—2012
| Номер  | Назва й опис випуску | Дата виходу                   |
| ------ | --- | ----------------------------- |
| 1      | «Палай воно все… конем» — в основному базується на минулих номерах команди.                                                                                         | 18 жовтня 2009                |
| 2      | «Сміхняги» — пародія на стиляг, в основному базується на минулих номерах команди.                                                                                   | 22 листопада 2009             |
| 3      | «Падав минулорічний сміх» — випуск присвячений Новому року, назва випуску йде від фільму «Падав минулорічний сніг».                                                 | 3 січня 2010                  |
| 4      | «Агенти 0,7» — пародія на кінофільми про агента 007 Джеймса Бонда, учасники грають секретних агентів.                                                               | 30 січня 2010                 |
| 5      | «Шагом фарш» — випуск присвячений 14 лютого, назва походить від команди «Шагом МАРШ».                                                                               | 23 лютого 2010                |
| 6      | «В гостях у скалки» — випуск присвячений Міжнародному жіночому дню, назва походить від передачі «В гостях у казки»                                                  | 28 березня 2010               |
| 7      | «Весь квітень — нікому…» — весняний випуск до 1 квітня. | 25 квітня 2010                |
| 8      | «По вуха в ЄДЕ» — випуск присвячений випускним шкільним екзаменів, від виразу «по вуха в лайні».                                                                    | 15 травня 2010                |
| 9      | «Ze BEST (Найкраще)» — спецвипуск, в якому показано, що відбувається за лаштунками.                                                                                 | 2010                          |
| 10     | «Як я провів це» — літній випуск, назва йде від назви шкільного твору «Як я провів літо».                                                                           | 9 жовтня 2010                 |
| 11     | «Ура! Стипенсія» — студентський випуск. | 30 жовтня 2010                |
| 12, 13 | «Борода зім'ята» (2 частини) — новорічний концерт. | 5 січня 2011 та 15 січня 2011 |
| 14     | «Із грязі в стразі» — пародія на російську приказку «Із грязі в князі», гламурний випуск.                                                                           | 5 лютого 2011                 |
| 15     | «День Смішного Валентина» — випуск присвячений Дню Святого Валентина.                                                                                               | 12 лютого 2011                |
| 16     | «На старт! Увага… Березень» — від спортивної команди «На старт! Увага! Марш!» випуск присвячений березневим святам.                                                 | 12 березня 2011               |
| 17     | «Союзи-Аполлони» — до 50-річного ювілею першого польоту людини в космос.                                                                                            | 14 квітня 2011                |
| 18     | «Батьки та ці» — випуск про дітей та батьків, посилання до роману І. С. Тургенєва «Батьки і діти».                                                                  | 21 травня 2011                |
| 19     | «Від томата до заходу» — випуск про життя на дачі, назва походить від фільму «Від заходу до світанку».                                                              | 23 жовтня 2011                |
| 20     | «Пінг-понг живий» — про спорт, назва походить від фільму «Кінг-Конг живий».                                                                                         | 30 жовтня 2011                |
| 21     | «Нано-концерт, На» — випуск про нанотехнології. | 4 грудня 2011                 |
| 22, 23 | «Снігодяї» (2 частини) — новорічний концерт. | 31 грудня 2011                |
| 24     | «Рік у чоботях» — випуск присвячений армії та святу 23 лютого, назва походить від казки «Кіт у чоботях»                                                             | 19 лютого 2012                |
| 25     | «Краса врятує мимр» — посилання до виразу «Краса врятує світ», випуск присвячений жінкам та святу 8 березня.                                                        | 8 березня 2012                |
| 26     | «Зе BAD — Найгірше!» — збірка номерів, які якимось чином не потрапили у випуски.                                                                                    | 1 квітня 2012                 |
| 27     | «Не опускайте хвіст, ветеринари!» — випуск присвячений темі природи та екології послання до пісні «Не опускайте ніс, гардемарини!» з фільму «Гардемарини, вперед!». | 18 травня 2012                |
| 28     | «Дуже страшне смішне» — назва походить від фільму «Дуже страшне кіно», випуск присвячений кінематографу.                                                            | 25 травня 2012                |

#### 2012—2014
Всі концерти, що виходили з осені 2012 року по весну 2014 року, мали по дві частини.
| Номер  | Назва й опис випуску | Дата виходу                        |
| ------ | --- | ---------------------------------- |
| 29, 30 | «Мляві вітрила» — випуск присвячений відпочинку за кордоном (1 частина) та відпочинку у Росії (2 частини), назва походить від повісті-феєрії Олександра Гріна «Червоні вітрила»   | 28 вересня 2012                    |
| 31, 32 | «Тінь знань!» — послання до свята «День знань». | 12 жовтня 2012                     |
| 33, 34 | «Назад у булочну» — послання до фільму «Назад у майбутнє», випуск присвячений історичній тематиці.                                                                                | 7 грудня 2012                      |
| 35, 36 | «Сніга та видовища» — новорічне шоу, назва походить від виразу «Хліба і видовищ».                                                                                                 | 31 грудня 2012                     |
| 37, 38 | «Мужхітери» — концерт про справжніх чоловіків та хитрунів, назва походить від «мушкетерів».                                                                                       | 23 лютого 2013                     |
| 39, 40 | «Жіноче: — Зараз я!» — концерт присвячений Жіночому дню 8 березня, назва походить від пісні Тетяни Овсієнко «Жіноче щастя».                                                       | 8 березня 2013                     |
| 41, 42 | «Зе BAD-2 (Вирізане)» — збірка номерів, які не потрапили у випуски. | 7 квітня 2013                      |
| 43, 44 | «Худнемо у тісті» — випуск присвячений дієті. | 3 травня 2013                      |
| 45, 46 | «Май-на!» — випуск присвячений травневим святам та про будівництво назва походить від будівельної команди «Майна» та частинки-паразита «-на».                                     | 24 травня 2013 та 31 травня 2013   |
| 47, 48 | «На Гоа бобра не шукають» — у випуску розповідається про відпочинок, назва походить від приказки «від добра добра не шукають».                                                    | 4 жовтня 2013 та 7 жовтня 2013     |
| 49, 50 | «Люди у білих зарплатах» — у випуску розповідається про зарплати та бюджетників, назва походить від виразу «люди у білих халатах».                                                | 18 жовтня 2013 та 1 листопада 2013 |
| 51, 52 | «20 років у тісті» — ювілейний концерт. | 8 листопада 2013                   |
| 53, 54 | «Ялиночко, біжи» — новорічне шоу. | 31 грудня 2013                     |
| 55, 56 | «Адам у гарні руки» — назва походить від оголошення «Віддам у гарні руки», концерт про жінок.                                                                                     | 7 березня 2014                     |
| 57, 58 | «Граки пролетіли» — весняний концерт назва походить від картини митця Олексія Кіндратовича «Граки прилетіли».                                                                     | 14 березня 2014                    |
| 59, 60 | «Пель та Мень сМішать на допомогу» — назва походить від мультсеріалу Чіп і Дейл — бурундучки-рятівнички, збірка номерів з минулих концертів, які не ввійшли у телевізійні версії. | 18 квітня 2014                     |
| 61, 62 | «Колидори мистецтв» — спотворена назва виразу «Коридори мистецтв», випуск присвячений різним видам мистецтв.                                                                      | 8 травня 2014                      |
| 63, 64 | «У вуз не дуємо» — за основу взята приказка «у вуса не дуємо», концерт на студентську тему.                                                                                       | 23 травня 2014                     |

#### З 2014 року
| Номер | Назва й опис випуску | Дата виходу |
| --- | --- | --- |
| 65 | «Віза є — розуму не треба!» — назва походить від приказки «Сила є — розуму не треба!», випуск присвячений подорожам.                                                                                          | 12 грудня 2014 |
| 66 | «Чарівники країни Ой» — посилання до книги Френка Баума «Чарівники країни Оз», концерт присвячений чарам. | 19 грудня 2014 |
| 67 | «Музика нас злізала» — посилання на пісню гурту «Мираж» «Музика нас з'їднала», концерт присвячений музиці. | 26 грудня 2014 |
| 68 | «Коли носи у 12-ть б'ють» — новорічний випуск, посилання до пісні Є. Крилатова на вірші Л. Дербеньова «Сніжинка (Поки годинники дванадцять б'ють)» з к/ф «Чарівники»                                          | 31 грудня 2014 |
| 69 | «Повстання чоловіків» — посилання до фільму «Термінатор 3: Повстання машин», випуск присвячений святу 23 лютого.                                                                                              | 27 лютого 2015 |
| 70 | «З милим рай і в бутику» — випуск присвячений святу 8 березня, назва походить від приказки «з милим рай і в курінні».                                                                                         | 6 березня 2015 |
| 71, 74 | «Корпорація морсів» / «Корпорація морсів 2. Віджим» — посилання до фільму «Корпорація монстрів» збірка номерів з минулих концертів, які не потрапили у їх телевізійні версії.                                 | 3 квітня 2015, 29 травня 2015 |
| 72 | «Дзюрчать рублі» — посилання на пісню І. Дунаєвського на вірші М. Вольпіна «Дзюрчать струмки» з к/ф «Весна».                                                                                                  | 11 травня 2015 |
| 73 | «50 друзів СОКОЛоушена» — посилання до назви фільмів «Трилогії Оушена», концерт присвячений ювілею Дмитра Соколова.                                                                                           | 22 травня 2015 |
| 75 | «У пошуках Асфальтіди» — концерт про дороги та автомобілі, назва походить від «У пошуках Антарктиди». | 15 листопада 2015 |
| 76 | «Все літо в капелюсі!» — літній концерт, назва походить від «Вся справа в капелюсі!» (початкова назва «Хургадом буду!»). Останній концерт з участю Сергія Нетієвського.                                       | 22 листопада 2015 |
| 77 | «О спорте, нам ліньки!» — посилання до художньо-документальному фільму «О спорте, ти — мир!». | 25 грудня 2015 |
| 78 | «М'яте січня» — новорічний випуск. | 31 грудня 2015 |
| 79 | «Медкомісія нездійсненна» — випуск присвячений святу 23 лютого, посилання до фільму «Місія нездійсненна». | 20 лютого 2016 |
| 80 | «Хазяйка мідної сковороди» — випуск присвячений святу 8 березня, посилання до міфічному образу хазяйки Уральських гір, казки П. Бажова «Хазяйка мідної гори».                                                 | 8 березня 2016 |
| 81, 82, 83, 89 | «Хочу все ржати» (4 частини) — посилання до дитячого науково-популярного кіножурналу «Хочу все знати», збірка номерів з минулих концертів, які якимось чином не потрапили у їх телевізійні версії.            | 22 квітня 2016, 29 квітня 2016, 12 травня 2016, 23 грудня 2016 |
| 84 | «Неможна в ілюмінаторі» — космічний концерт посилання до рядка «Земля в ілюмінаторі» пісні «Трава у дома» гурту «Земляне».                                                                                    | 20 травня 2016 |
| 85 | «Вашого городу» — дачний концерт, посилання до пісні Булата Окуджави «Ваше благородіє, господине вдаче». | 27 травня 2016 |
| 86 | «Тісто під сонцем» — літній концерт, посилання до фільму «Місце під сонцем». | 2 грудня 2016 |
| 87 | «Щоденниковий період» — випуск присвячений шкільній тематиці, посилання до фільму «Льодовиковий період». | 9 грудня 2016 |
| 88 | «Гра приколів (Ікра престолів). Новий сезон» — випуск присвячений телевізійним серіалам, посилання до популярного серіалу «Гра престолів».                                                                    | 16 грудня 2016 |
| 90 | «Олівєди» — новорічний концерт. | 31 грудня 2016 |
| 91 | «Ковбої тут тихі» — посилання до повісті «А зорі тут тихі», випуск присвячений 23 лютого. | 1 травня 2017 |
| 92 | «Принцеса приголомшена» — посилання до казки «Принцеса на горошині», випуск присвячений 8 березня. | 1 травня 2017 |
| 93 | «Врятуйте наші вуха» — посилання до сигналу SOS «Врятуйте наші душі!», випуск присвячений музичній тематиці.                                                                                                  | 8 травня 2017 |
| 94 | «Будьте бобри!» — посилання до фрази «Будьте добрі», шоу присвячене тваринного світу. | 12 травня 2017 |
| 95, 96, 97 | «Королівство кривих лаштунків» (3 частини) — посилання до фільму «Королівство кривих дзеркал», збірка номерів з минулих концертів, які не потрапили у їх телевізійні версії.                                  | 12 червня 2017, 6 жовтня 2017, 13 жовтня 2017 |
| 98 | «50 відтінків засмаглого» — випуск присвячений літньому відпочинку, посилання до книги «50 відтінків сірого».                                                                                                 | 27 жовтня 2017 |
| 99 | «За тещиним велінням» — казковий випуск, посилання до казки «За щучим велінням». | 3 листопада 2017 |
| 100 | «Мандарини, вперед!» — новорічний випуск, посилання до фільму «Гардемарини, вперед!». | 31 грудня 2017 |
| 101 | «Гиря від розуму» — випуск присвячений спорту, посилання до п'єси О. С. Грибоєдова «Горе від розуму». | 11 травня 2018 |
| 102 | «Джентльмени без решти» — посилання до фільму «Джентльмени удачі», випуск присвячений 23 лютого. | 18 травня 2018 |
| 103 | «Унесенні феном» — посилання до фільму «Звіяні вітром», випуск присвячений 8 березня. | 25 травня 2018 |
| 104, 105, 106, 107, 111, 112, 116, 117, 122, 123, 126, 127, 128, 129, 130, 133, 136, 137, 138, 139, 140, 145, 146, 147, 152, 153, 155, 162 | «Азбука „Уральських пельменів“ А, Б, В, Г, Д, Е, Ж, З, И, К, Л, М, Н, О, П, Р, С, Т, У, Ф, Х, Ц, Ч, Ш, Щ, Э, Ю, Я» (28 частин) — збірка номерів з минулих концертів, які не потрапили у їх телевізійні версії | 1 червня 2018, 8 червня 2018, 15 червня 2018, 12 жовтня 2018, 18 січня 2019, 25 січня 2019, 22 лютого 2019, 1 березня 2019, 18 жовтня 2019, 25 жовтня 2019, 15 листопада 2019, 22 листопада 2019, 29 листопада 2019, 6 грудня 2019, 13 грудня 2019, 18 вересня 2020, 9 жовтня 2020, 23 жовтня 2020, 27 листопада 2020, 4 грудня 2020, 11 грудня 2020, 12 березня 2021, 19 березня 2021, 26 березня 2021, 24 вересня 2021, 1 жовтня 2021, 15 жовтня 2021, 25 лютого 2022 |
| 108 | «Ранок у сосновому маренні» — посилання до картини І. Шишкіна «Ранок у сосновому лісі». | 19 жовтня 2018 |
| 109 | «Країна гірляндія» — новорічний випуск. | 31 грудня 2018 |
| 110 | «Лінь космонавтики» — посилання до свята «День космонавтики». | 11 січня 2019 |
| 113 | «День сирку» — концерт про страви та готування, посилання до свята «День бабака». | 1 лютого 2019 |
| 114 | «Пляжний шізон» — літній концерт, посилання до виразу «пляжний сезон». | 8 лютого 2019 |
| 115 | «ЖИ-ШИ прилетіли» — посилання до картини «Граки прилетіли», випуск присвячений шкільній тематиці. | 15 лютого 2019 |
| 118 | «Чоловік на зараз» — посилання до послуги «чоловік на годину», випуск присвячений 23 лютого. | 5 квітня 2019 |
| 119 | «Шубний вирок» — посилання до телевізійної передачі «Модний вирок» випуск присвячений 8 березня. | 12 квітня 2019 |
| 120 | «Проти Ому немає прийому» — концерт про науку, посилання до виразу «проти лому немає прийому». | 6 вересня 2019 |
| 121 | «Бубновий ТЮГ» — випуск присвячений театру, посилання до виразу «Бубновий туз». | 11 жовтня 2019 |
| 124 | «Літо це маленька жесть» — літній випуск, посилання до пісні Олега Мітяєва «Літо — це маленьке життя». | 1 листопада 2019 |
| 125 | «Нервове вересня» — посилання до першого вересня. | 8 листопада 2019 |
| 131 | «Чим торт не жартує» — посилання до приказки «чим чорт не жартує». | 20 грудня 2019 |
| 132 | «Ялинка, діти, два столи» — новорічний випуск, посилання до фільму «Карти, гроші, два стволи». | 31 грудня 2019 |
| 134 | «Люди Ікс Ель» — посилання до серії фільмів «Люди Ікс». | 25 вересня 2020 |
| 135 | «Стомлені солярієм» — посилання до фільму «Стомлені сонцем». | 2 жовтня 2020 |
| 141 | «Справа пахне мандарином» — новорічний концерт, посилання до «справа пахне газом». | 31 грудня 2020 |
| 142 | «Заливний вогник» — новорічний концерт, посилання до «блакитного вогника». | 1 січня 2021 |
| 143 | «Спірна допомога» — посилання до швидкої допомоги. | 26 лютого 2021 |
| 144 | «У сім'ї не без народу» — посилання до «у сім'ї не без урода». | 5 березня 2021 |
| 148 | «12 вуликів» — посилання до «12 стільців». | 2 квітня 2021 |
| 149 | «Хутро продовжує життя» — посилання до приказки «сміх продовжує життя». | 9 квітня 2021 |
| 150 | «Гідом буду» — посилання до виразу «гадом буду». | 10 вересня 2021 |
| 151 | «Ніжна королева» — посилання до казки «Снігова королева». | 17 вересня 2021 |
| 154 | «М'ятий елемент» — посилання до фільму «П'ятий елемент». | 8 жовтня 2021 |
| 156 | «Без задніх нот» — музичний концерт. Посилання до виразу «без задніх ніг». | 22 жовтня 2021 |
| 157 | «Агронавти» — посилання до аргонавтів. | 29 жовтня 2021 |
| 158 | «Людина з бульвару мандаринів» — новорічний концерт, посилання до «Людина з бульвару Капуцинів». | 31 грудня 2021 |
| 159 | «Бенкет під час зими» — новорічний концерт, посилання до книги «Бенкет під час чуми». | 1 січня 2022 |
| 160 | «Розуму лопата» — посилання до «розуму-палата». | 11 лютого 2022 |
| 161 | «Тріумфальне зварювання» — посилання до «тріумфальна арка». | 18 лютого 2022 |
| 163 | «Всесвітній потім» — посилання до «всесвітній потоп». | Скоро |
| 164 | «Яріца, 13» — концерт, присвячений ювілею Максима Яріци. Посилання до фільму «П'ятниця, 13». | Скоро |